# Обитаемый остров (фильм, 2008)
«Обита́емый о́стров» — российский фантастический фильм режиссёра Фёдора Бондарчука, экранизация одноимённого романа братьев Стругацких. Был выпущен в 2009 году в двух частях. Сюжет, выдержанный в духе научно-фантастической антиутопии, рассказывает о землянине Максиме, который попал на постапокалиптическую планету Саракш и оказался вовлечён в борьбу с местным режимом, использующим промывание мозгов.
Дилогия оставила у критиков смешанное впечатление. «Обитаемый остров» получил одобрительные отзывы за масштабность, визуальный ряд и спецэффекты, но негативные — за монтаж и игру исполнителя главной роли Василия Степанова. Обе части были лидерами российского проката на момент выхода (среди снятых в России в 2009 году 78 кинофильмов «Обитаемый остров. Фильм первый» имел наивысшие кассовые сборы — 21,8 млн долларов) и вошли в число самых кассовых фильмов Европы по итогам 2009 года, но, несмотря на это и учитывая большой объём бюджета, фильм не окупился.

## Сюжет

### «Обитаемый остров»
2157 год. Пилот Группы свободного поиска Максим Каммерер совершает вынужденную посадку на неизученной планете, где его берёт в плен абориген Зеф и сдаёт властям. Местный общественный строй напоминает милитаристскую диктатуру образца XX века. Власть принадлежит анонимным правителям — Неизвестным Отцам, они воздвигают по всей стране Башни, которые пропаганда называет противобаллистическими. По пути в столицу Максим видит, как одну из таких Башен взрывают некие «выродки». При падении Башни Максим спасает жизнь капралу Гаю Гаалу.
Когда Максима везут к одному из Неизвестных Отцов — Страннику, у сопровождающего его, Фанка, случается припадок, и Максим оказывается на свободе. Блуждая по городу, он забредает в кафе, где знакомится с официанткой Радой — сестрой Гая. Провожая её домой, он вступает в схватку с уличной бандой. Максим поселяется у Гаалов и знакомится с убеждениями жителей Саракша. Он видит, что сознание Рады и Гая отравлено пропагандой. Они верят, что Неизвестные Отцы — спасители Родины, которая находится в кольце врагов — бывших колоний. Они также верят, что живут на внутренней поверхности полой планеты.
Между тем борьба за власть среди Неизвестных Отцов обостряется. Во время выяснения отношений Странник, по приказу Папы, расстреливает одного из Неизвестных Отцов, Волдыря, во время совещания.
Гай устраивает Максима в Гвардию, где тому приходится ловить «выродков» — противников режима, которых узнают по регулярным припадкам, напоминающим эпилептические. На допросе арестованных Максим видит, что «выродки» не мутанты и не агенты зарубежных разведслужб, а обычные люди со своими идеалами. Максим не может смириться с жестокостью Гвардии, и когда ему поручают казнить арестованных, он отказывается. Тогда гвардейский ротмистр Чачу лично стреляет в Максима. Максим, благодаря удивительным физическим способностям, выживает и попадает к «выродкам», которые рассказывают ему, что Башни нужны Неизвестным Отцам для уничтожения выродков. Вместе с ними он участвует в подрыве Башни, а потом ищет убежище на квартире Рады и Гая, но попадает под арест.
Неизвестные отцы обсуждают войну с соседним государством Хонти. Странник просит у государственного прокурора по прозвищу Умник отдать ему Максима. Прокурор, заинтересовавшись способностями Максима (отсутствию реакции на излучение Башен), решает оставить его себе.
Максима отправляют на южную границу на каторжные работы по очистке опасной территории от военных механизмов. Там он опять видится с Зефом, также выродком, и другим революционером — Вепрем. Максим узнаёт главную тайну: Башни нужны не для уничтожения выродков, а для контроля над сознанием народа. «Выродки» не поддаются излучению Башен, оно вызывает у них приступы боли. Впрочем, и сами Неизвестные Отцы — «выродки». Сопротивление скрывает назначение башен, потому что надеется не уничтожить их, а использовать в своих целях.
Захватив автоматический танк, Максим сбегает из колонии. По пути он подбирает Гая, разжалованного в пограничную службу.

### «Обитаемый остров. Схватка»
В начале второго фильма кратко излагается сюжет первого.
Взяв Гая с собой, Максим рассказывает ему об истинном положении вещей. Гай убеждается в правоте Максима, когда в положенное время, находясь вне зоны действия Башен, не чувствует прилива энтузиазма от излучения. Они направляются на юг, в разрушенный атомной войной город, где живут мутанты. Максим предлагает им поднять восстание против Страны Отцов, но мутанты слишком слабы физически и морально. Максим также обсуждает с Колдуном (ребёнком-мутантом, обладающим паранормальными способностями), может ли он повлиять на строй Страны Отцов, и должен ли это делать.
Максим решает заключить союз с Островной Империей — отдалённой страной, чьи белые субмарины иногда нападают на Страну Отцов. Вместе с Гаем они летят туда на бомбовозе, подаренном мутантами. В полёте бомбовоз случайно попадает под излучение башен, и Гай начинает фанатично изъясняться в преданности Максиму, мешая тому пилотировать. Бомбовоз таранит башню, а потом его сбивает оставшаяся со времён войны автоматическая система противовоздушной обороны. Сбитый бомбовоз падает в море, Максиму и Гаю удаётся добраться до берега. На берегу они находят заброшенную белую субмарину, а в ней — видеозаписи с ужасающими материалами о массовых убийствах, отражающие идеологию Островной Империи. Героям теперь ясно, что о союзе с Империей не может быть и речи.
Тем временем Государственный Прокурор не теряет надежды заполучить Максима, чтобы использовать его способности в своих целях. Он пытается склонить к сотрудничеству Раду Гаал, однако она отказывается. Прокурор заключает её в тюрьму, но люди Странника устраивают для неё побег — Странник не меньше Прокурора заинтересован в Максиме.
Узнав по радио, что Страна Отцов начала войну с Хонти — бывшей частью единой Империи, Максим с Гаем сдаются береговому патрулю. Как и большинство заключённых, их отправляют на фронт, где они встречаются с Зефом и Вепрем. Во время боя Гай гибнет, спасая Максима от ротмистра Чачу, которого сам же потом и убивает. Максим, при упоминании Рады, соглашается с предложением Фанка работать в Институте под руководством таинственного Странника.
Война приводит к поражению Страны Отцов. Государственный прокурор, который был сторонником войны, понимает, что за это Отцы должны казнить его через несколько дней. Умник связывается с Максимом и сообщает координаты Центра, управляющего системой башен. Максим, используя нечувствительность к излучению и связи с подпольем, уничтожает Центр и спасает Раду.
Вернувшийся Странник устраивает погоню за Максимом. Во время их схватки выясняется, что Странник — на самом деле землянин Рудольф Сикорски, работник Галактической безопасности. Странник обвиняет Максима в том, что Максим своей самодеятельностью испортил тщательно подготовленный план спасения Саракша и указывает на его промахи. Для восстановления экономики и хозяйства требуется дезактивация практически всего почвенного покрова планеты; на государство надвигается голод и инфляция. Кроме того, Островная Империя подготовила крупное вторжение в Страну Отцов, остановить которое без «чёрного излучения» (излучение, вызывающее тяжёлую депрессию) представляется затруднительным.
Максим остаётся на планете. Он заявляет, что его цель — не позволить кому-либо вновь построить башни, даже из лучших побуждений.

## В ролях
- Василий Степанов — Максим Каммерер (Мак Сим) (озвучивает Максим Матвеев)
- Пётр Фёдоров — Гай Гаал, капрал Боевой Гвардии
- Юлия Снигирь — Рада Гаал, официантка, сестра Гая, возлюбленная Максима
- Алексей Серебряков — Странник
- Михаил Евланов — Чачу, ротмистр Боевой Гвардии. Убит Гаем во время битвы с Хонти
- Фёдор Бондарчук — Прокурор (Умник)
- Игнатий Акрачков — референт прокурора
- Гоша Куценко — Тик Феску (Вепрь), выродок, подпольщик, позже сотрудник Института перспективных разработок
- Сергей Гармаш — Аллу Зеф, выродок, подпольщик, бывший профессор-психиатр, позже сотрудник Института перспективных разработок
- Андрей Мерзликин — Фанк
- Вячеслав Разбегаев — Крысолов
- Димаш Ахимов — Бегемот
- Сергей Барковский — Ноле Ренаду, выродок, домовладелец, член магистратуры
- Сергей Тарамаев — Гэл Кетшеф, выродок, зубной врач, муж Орди Тадер
- Анна Михалкова — Орди Тадер
- Александр Шейн — следователь
- Юрий Цурило — «Генерал»
- Александр Сирин — «Доктор»
- Максим Суханов — Папа
- Евгений Сидихин — Тесть
- Кирилл Пирогов — Свёкор
- Алексей Горбунов — Шурин
- Александр Феклистов — Деверь
- Сергей Мазаев — Волдырь, член Неизвестных Отцов
- Константин Быков — мутант
- Александр Олешко — Хлебопёк
- Владис Гольк — бригадир
- Давид Нуриев — адъютант-протокольщик на допросе «выродков»
- Елена Морозова — телеведущая
- Василий Савинов — Лесник
- Леонид Громов — Граменау
- Роман Радов — Принц-герцог мутантов

## Съёмочная группа

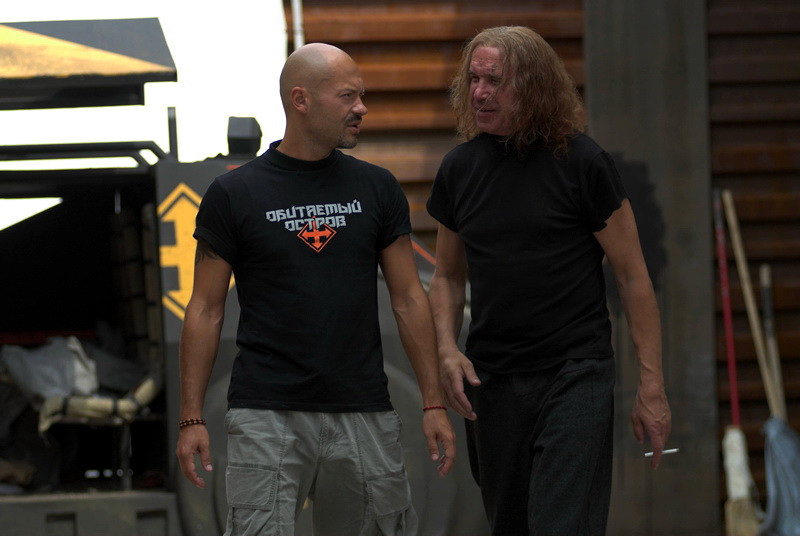
Режиссёр Фёдор Бондарчук и актёр Сергей Гармаш на съёмках фильма

- Авторы сценария: Эдуард Володарский, Марина Дяченко, Сергей Дяченко
- Режиссёр-постановщик: Фёдор Бондарчук
- Режиссёр-постановщик второй группы: Резо Гигинеишвили
- Оператор-постановщик: Максим Осадчий
- Оператор-постановщик второй группы: Петр Братерский
- Главный художник: Кирилл Мурзин
- Художники-постановщики: Евгений Матюненко, Владислав Никулин, Павел Новиков, Жанна Пахомова, Константин Плутенко, Виктор Шмелев
- Художники по костюмам: Татьяна Мамедова, Кирилл Мурзин, Татьяна Пояркова
- Художники по гриму: Дмитрий Кириллов, Светлана Рымакова
- Композитор: Юрий Потеенко
- Исполнительный продюсер: Евгений Северов
- Сопродюсер: Дмитрий Рудовский
- Генеральные продюсеры: Сергей Мелькумов, Александр Роднянский

## История создания
Проект экранизации романа Стругацких задумал продюсер Александр Роднянский, давний поклонник их творчества. Для съёмок он объединил усилия с режиссёром Фёдором Бондарчуком.
Первый вариант сценария написал Эдуард Володарский. Этот вариант не во всём устроил режиссёра, и тот заказал переписать сценарий фантастам Марине и Сергею Дяченко.
Съёмки картины проходили в течение 10 месяцев (с 14 февраля по 7 декабря 2007 года). Фильм стал дилогией из-за большого количества отснятого материала.

### Звук и саундтрек
Изначально предполагалось, что музыку к фильму напишет Ханс Циммер. Впоследствии это оказалось невозможным по причине сроков, и музыку к фильму написал Юрий Потеенко.
При записи саундтрека к фильму использовались коллекционные гитары, ранее принадлежавшие Полу Маккартни, Стингу, Киту Ричардсу и участникам группы Led Zeppelin.

### Декорации и спецэффекты
- Красный инопланетный танк-автомат, на котором передвигается Максим, разработан ХКБМ и сделан на заводе имени Малышева в Харькове на основе шасси советского БТР-70[8][9]. Конструкторы полагали, что у автоматического танка не должно быть никаких люков и входных отверстий, поэтому люк, через который Максим Каммерер попадает внутрь танка, пришлось проделывать уже на съёмках с использованием простейших дверных петель[8].
- Танки, используемые в битве во втором фильме, сделаны из советских танков Т-64. Мобильные психотронные излучатели сделаны из БМП-2. В качестве автоматов армии Страны Отцов показаны АКС-74 в дополнительном корпусе из пластика. Также использованы гранатомёты ДП-64.
- Мототехнику (тюнингованный трайк) предоставил и исполнил часть трюков крымский байкер-путешественник Ашот «Горец» Акопян[10].
- Крымские экологи заявили, что во время съёмок танковой битвы на территории Казантипского природного заповедника был нанесён существенный урон флоре и фауне Крыма[11]. По их информации, Генпрокуратура Украины даже оштрафовала дирекцию фильма на 16 500 гривен[12]. По утверждению Андрея Артова, председателя Крымской республиканской ассоциации «Экология и мир», гусеницы танков уничтожили редких змей и безногих ящериц (четырёхполосых полозов и желтопузиков), занесённых в Красную книгу Украины[13]. Бондарчук отверг обвинения экологов и заявил, что танковая атака снималась не в заповеднике, а на нефтяных разработках, рядом с бурильными установками[14][15].
- Автор макета столицы Страны Отцов в фильме — профессор МАРХИ Александр Коротич. В компьютерной модели этого города — 13,5 тысяч уникальных зданий[16]. Рендеринг одного кадра города занимал 19 часов на 60 ядрах, объём используемых текстур при этом составлял 65 гигабайт[17].
- По признанию Фёдора Бондарчука, Василия Степанова, исполнившего роль Максима Каммерера, «делали» на монтажном столе: «Он так плохо играл, что начало сцены пришлось брать из первого дубля, середину — из шестого, конец — из третьего»[18].
- В фильме используется символика Страны неизвестных отцов, внешне очень похожая на символику национал-социалистической организации Венгрии «Скрещённые стрелы». Это можно объяснить тем, что, по словам авторов, многие названия и имена из книги базируются на именах и словах из венгерского[19] и албанского[20] языков.

## Художественные особенности

### Подтекст фильма
Многие обозреватели увидели в «Обитаемом острове» аллегории на политическую действительность как прошлого, так и настоящего, в том числе и отличные от тех, что были в книге-оригинале. Часть догадок были подтверждены авторами фильма, некоторые, напротив, опровергнуты.
В «Стране Неизвестных Отцов», как правило, видели аллюзию на СССР или современную Россию. Однако продюсер Александр Роднянский в одном из своих интервью отверг такую трактовку, хотя и признал, что был готов к такому восприятию. В другом интервью он, наоборот, подтвердил их: «Что касается „Острова“, то, понятно, что он изначально задумывался во многом оппозиционно. Точнее, протестно по отношению к миру тоталитарного сознания. Обыгрывалось огромное количество аллюзий по отношению к сегодняшнему состоянию дел в России. Аллюзии там связаны с ролью медиа, с промыванием мозгов, с манипуляциями сознанием и т. д.»
Фёдор Бондарчук заявил, что фильм содержит пропаганду против тоталитаризма, но намекнул, что подразумевает некое зарубежное государство, «придумавшее себе систему координат, которая включает, во-первых, тоталитарную слежку, во-вторых — тотальный обман. Якобы есть некий враг, который может в любую секунду напасть, и поэтому надо туже завязать пояса и работать во благо цивилизованной страны». В другом интервью он всё же признал, что ситуация на Саракше напоминает ему и современную Россию.
Реплика Гая относительно Хонти и Пандеи «они ненавидят нас только за то, что у нас общая история» отличается от текста книги, и, по мнению многих,[кого?] намекает на взаимоотношения России с некоторыми из бывших советских республик.

### Культурные отсылки
Фильм содержит аллюзии и культурные отсылки («вежливые приветы», по определению продюсера) к другим известным фантастическим произведениям.
- Подручный Странника, Фанк, имеет причёску, как у Зорга — одного из персонажей фильма Люка Бессона «Пятый элемент»[28].
- После приземления Максим мгновенно выучил язык обитателей планеты Саракш при помощи робота-имплантата, как в произведении фантаста Дугласа Адамса «Автостопом по Галактике» и одноимённой картине[29].
- Космический корабль Максима многим показался похож на роботов из фильма «Матрица: Революция». Бондарчук признал такую аналогию[30].

## Отзывы и оценки

### Мнение автора
Борис Стругацкий посчитал фильм «удачей режиссёра», отметил его близость к тексту книги, из актёров выделил Серебрякова, Бондарчука, Гармаша, но остался разочарован работой актёров, сыгравших Фанка, Орди и Вепря. Особо удачной Борис Стругацкий посчитал игру Василия Степанова, сказав, что «Максим Каммерер такой, как мы его представляли». Вторую часть фильма он назвал «рыхлой и беспорядочной» и раскритиковал финальную драку Максима и Странника, отметив, впрочем, в лучшую сторону работу сценаристов.

### Мнения критиков
Мнения кинокритиков насчет фильма разделились: одним он понравился, другим нет, у большинства оставил неоднозначное впечатление. По данным агрегаторов рецензий Критиканство.ру и Мегакритик.ру, оба фильма получили и положительные, и отрицательные отзывы, но преобладали смешанные, нейтральные. В положительных отзывах отмечались, в первую очередь, масштаб постановки и богатство спецэффектов. Слабым местом большинство критиков назвали монтаж фильма. Многие критиковали игру новичка Василия Степанова, в то время как опытные актёры (Серебряков, Гармаш) удостоились более положительных отзывов. В целом первую часть фильма критики оценили выше, чем вторую.
Писатель Дмитрий Быков в своей рецензии похвалил «детальную проработку» мира Саракша, хотя «велик был соблазн стилизовать реальность „Острова“ под быт землян времён Второй мировой». Ему вторит музыкальный критик Артемий Троицкий: «Там всё на самом деле сделано по-честному, и очень красиво, и очень убедительно».
Сдержанно-положительно высказался о первом фильме в своём интернет-дневнике писатель-фантаст Леонид Каганов; он советует всем его посмотреть. Режиссёр Бакур Бакурадзе назвал фильм «однозначно хорошим». Александр Митта, режиссёр фильма «Экипаж», признался, что «Обитаемый остров» поразил его, а выглядит фильм Бондарчука «как продукт большой киноиндустрии». Критики портала «КГ» оценили фильм высоко, похвалив и актёрскую работу, и операторскую, и декорации. После того, как в комментариях не согласные с ними зрители обвинили критиков в продажности, портал опубликовал рецензию на второй фильм в виде шуточного диалога «продавшихся критиков», которые, тем не менее, искренне хвалят фильм.
Был и ряд критических отзывов. Дмитрий Пучков («Гоблин») отметил слабую игру исполнителей главных ролей, плохо продуманные спецэффекты и невнятный монтаж. Он негативно отозвался и о самой книге, которую счёл скучной и излишне выпячивающей тему тоталитаризма. Мультипликатор Юрий Норштейн в эфире телепередачи «Гордон Кихот» резко отозвался о фильме, назвав его «монтажной шелухой». Писатель-фантаст Сергей Лукьяненко также критически отзывался о фильме, впрочем, откровенно провальным он его не посчитал.
Олег Гаврилин в журнале «Мир фантастики» критиковал оба фильма за хаотичность, отмечал неудачные режиссуру и монтаж, но похвалил работу дизайнера Кирилла Мурзина и некоторых актёров. Алекс Экслер в своей кинорецензии первого фильма признал, что несмотря на то, что фильм и игра многих актёров ему не понравились, снят в целом он был неплохо. Второй фильм был раскритикован им ещё сильнее, но в конечном счёте сам факт появления этих фильмов он оценил как, безусловно, положительный. Публицист и философ Дмитрий Галковский в своём ЖЖ дал смешанные оценки.

## Бюджет и кассовые сборы
Общий бюджет двух частей составил около $36,6 млн. Из них на маркетинг было потрачено около $10 млн. Около $1 млн из затраченных средств — государственные дотации. Бизнес-план создателей фильма предусматривал, что обе части соберут 70 миллионов долларов только в российском прокате.
Ограниченная премьера первой части фильма в некоторых городах России и Украины состоялась 18 декабря 2008 года. Московская премьера состоялась 29 декабря, а в широкий прокат в России и ближнем зарубежье фильм вышел 1 января 2009 года в 1050 копиях (916 копий в России и 114 на Украине). Согласно уточнённым данным, в первые выходные «Обитаемый остров» собрал $10 млн, а на 13 января — $15,3 млн. Это лучший результат среди фильмов, вышедших в новогодний период 2008—09 годов, но не рекорд в истории российского проката.
Выпуск второй части фильма состоялся 23 апреля 2009 года. Из-за больших потерь во время проката первой части к работе над второй была привлечена американская компания по борьбе с пиратством. «Обитаемый остров» был также показан во многих европейских странах. В частности, в Германии дилогия была представлена под названием «Dark Planet: The Inhabited Island», во Французский кинопрокат картина вышла под названием «Prisoners of Power : Battlestar Rebellion».
В общей сложности две части собрали в прокате 27,9 млн долларов. Это позволило «Обитаемому острову» стать самым кассовым российским фильмом 2009 года и войти на тот момент в десятку самых кассовых фильмов в истории российского проката. Но даже эти сборы не позволили окупить бюджет, и фильм считается убыточным.
В интервью газете «Итоги» Фёдор Бондарчук подробно рассказал о финансовой ситуации с фильмом:
Дилогия собрала 30 миллионов долларов. Для справки: лишь три картины за всю историю современного отечественного проката перевалили за такую цифру. Мало кто знает, ещё меньше помнят, что с первым фильмом мы заработали семьсот миллионов рублей. Деньги начали поступать в день, когда резко взлетел доллар… В результате сумма составила менее двадцати двух миллионов долларов вместо тридцати. Восемь миллионов улетучилось из бокс-офиса на разнице курсов. Фьють — и нет! Но даже при этом первый фильм стал лидером прокатного рейтинга среди российских картин в 2009 году. Наверное, когда-нибудь я перестану реагировать на радостные возгласы журналистов: „Фильм Бондарчука провалился в прокате!“ Нет, не обижаюсь на критиков, хотя картина далась очень тяжело. Вдумайтесь: двести двадцать два съёмочных дня… Спорить или пытаться что-либо доказать сейчас глупо. Всё разрешит время…

## Награды и номинации
| Награды и номинации          | Награды и номинации                   | Награды и номинации                   | Награды и номинации | Награды и номинации |
| Награда                      | Категория                             | Номинант                              | Результат           |                     |
| ---------------------------- | ------------------------------------- | ------------------------------------- | ------------------- | ------------------- |
| MTV Russia Movie Awards 2009 | «Лучший фильм»                        |                                       | Номинация           |                     |
| MTV Russia Movie Awards 2009 | «Лучший поцелуй»                      | Юлия Снигирь и Василий Степанов       | Номинация           |                     |
| MTV Russia Movie Awards 2009 | «Лучшая драка или сражение»           | Максим против банды на выходе из кафе | Номинация           |                     |
| MTV Russia Movie Awards 2009 | «Киногаджет года»                     | Красный танк-автомат                  | Номинация           |                     |
| «Золотой орёл»               | «Лучшая операторская работа»          | Максим Осадчий                        | Победа              |                     |
| «Золотой орёл»               | «Лучшая музыка к фильму»              | Юрий Потеенко                         | Победа              |                     |
| «Золотой орёл»               | «Лучший монтаж фильма»                | Игорь Литонинский                     | Победа              |                     |
| «Золотой орёл»               | «Лучшая работа звукорежиссёра»        | Кирилл Василенко                      | Номинация           |                     |
| «Ника»                       | «Лучшая работа художника»             | Кирилл Мурзин                         | Номинация           |                     |
| «Ника»                       | «Лучшая работа художника по костюмам» | Татьяна Мамедова                      | Номинация           |                     |
| «Жорж»                       | «Самый обсуждаемый фильм в рунете»    |                                       | Победа              |                     |

## Произведения по мотивам фильма
- Компания «Новый Диск» выпустила компьютерную игру «Обитаемый остров», созданную по мотивам фильма[65]. Релиз игры состоялся 22 января 2009 года.
- В марте 2009 года вышел комикс по фильму «Обитаемый Остров» от художника Стирпайка. Идею одобрил Борис Стругацкий[66]. Комикс был выпущен 18 ноября 2009 года.
- В передаче «Большая разница» сразу после выхода фильма вышла двойная пародия под названием «Весёлые истории в журнале „Масаракш“»[67].